# Obiecte planetare propuse în religie, astrologie, ufologie și pseudoștiință
Există o serie de planete sau sateliți a căror existență nu este susținută de dovezi științifice, dar care au fost propuse de diferiți astrologi, pseudo-oameni de știință, teoreticieni ai conspirației sau de anumite grupuri religioase. Unele obiecte au fost propuse de filosofi timpuri și așa ar putea fi considerate ca făcând parte din protoștiință, dar nici unul dintre acestea nu au fost vreodată confirmate științific.

## Contra-Pământ
Contra-Pământul este un ipotetic corp ceresc din sistemul solar, fiind prima ipoteză emisă de filosoful presocratic Philolaos pentru a sprijini cosmologia sa non-geocentrică în care toate obiectele din univers gravitează în jurul unui Foc Central. Cuvântul grecesc „Antichthon” înseamnă „Contra-Pământ”.

## Lilith
Lilith este numele dat unui al doilea satelit natural ipotetic al Pământului, având aceeași masă ca Luna. A fost propus de către astrologul Walter Gornold (Sepharial) în 1918. Gornold a denumit obiectul pe baza unei legende evreiești medievale, în care Lilith este descrisă ca fiind prima sotie a lui Adam. Gornold a susținut că Lilith era același al doilea satelit pe care omul de știință Georg Waltemath a pretins că l-a descoperit la începutul secolului..  Gornold, de asemenea, a pretins ca a văzut luna lui Waltemath și a fost de părere că era destul de întunecată pentru a nu fi detectată vizual. Cu toate acestea, sateliții naturali propuși de Georg Waltemath fuseseră deja discreditați de doi astronomi austrieci la începutul  secolului.
În 1898, omul de știință hamburgez Dr. Georg Waltemath a anunțat că a localizat a doua lună a Pământului în interiorul unui sistem de mici sateliți naturali ai planetei noastre. Cu toate acestea, după ce comunitatea științifică nu a putut observa nicio lună nouă, ideea unui al doilea satelit natural a fost discreditată.

## Planete propuse de L. Ron Hubbard
L. Ron Hubbard, fondatorul scientologiei, a propus, ca parte a cosmologiei sale o confederație galactică, care era formată din 26 de stele și 76 de planete, inclusiv Pământul, care a fost apoi cunoscut sub numele de "Teegeeack". O planetă în doctrina scientologică este cunoscută sub numele de Helatrobus.

## Ummo
Ummoism-ul  - descrie o lungă serie de afirmații ale unor oameni conform cărora au primit mesaje de la forme de viață extraterestră de pe ipotetica planetă Ummo. S-au înființat mai multe culte, cum ar fi ciudatul grup denumit Fiicele lui Ummo.
Mai mulți oameni din Franța și Spania au declarat că au fost contactați de presupuși extratereștrii de pe planeta Ummo. Consensul general este că totul a fost o farsă elaborată. Vinovatul (sau vinovați) este necunoscut, dar José Luis Jordán Peña a revendicat responsabilitatea pentru toată această farsă.
Dr. Jacques Vallée a declarat că documentele Ummo pot fi o analogie cu creatorii fictivi ai lui Jorge Luis Borges din povestirea sa "Tlön, Uqbar, Orbis Tertius". Istoricul Mike Dash afirmă că acest curent, numit Ummoism, a început la 6 februarie  1966 în Madrid.

## Planete propuse de Zecharia Sitchin
Munca lui Zecharia Sitchin a atras multă atenție în rândul ufologilor, printre adepții teoriei extratereștrilor antici și teoreticienii conspirației. El a pretins că a descoperit, prin interpretări proprii ale textelor sumeriene, dovada că rasa umană a fost vizitată de către un grup de extratereștri de pe o planetă îndepărtată din propriul nostru sistem solar. El a înlocuit numele unor zei din mitul Enûma Eliš cu planete ipotetice. 
Totuși, deși principalele dovezi ale Sitchin derivă din etimologie și nu pe interpretări cu care comunitatea științifică să fie de acord, oamenii de știință consideră munca lui Sitchin drept pseudoștiință și pseudoistorie.
Începând cu anul 1995, site-uri web, cum ar fi ZetaTalk au susținut că Nibiru sau Planeta X este o pitică cenușie aflată în prezent în sistemul nostru planetar, care va trece în curând prin apropierea Pământului. Sitchin nu a fost de acord cu data la care a fost ar fi avut loc această trecere.

## Serpo
Proiectul Serpo este numele dat unui presupus program top-secret de colaborare a Guvernului Statelor Unite ale Americii cu o planetă extraterestră numită Serpo din Zeta Reticuli..

## Rizq
O planetă extrasolară aflată într-un Sistem stelar cu trei stele este considerată de către adepții doctrinei Nuwaubiene ca fiind planeta natală a Annunaki Eloheem. (Doctrina este influențată de relatările contactee Dwight York).